# 釣魚大全

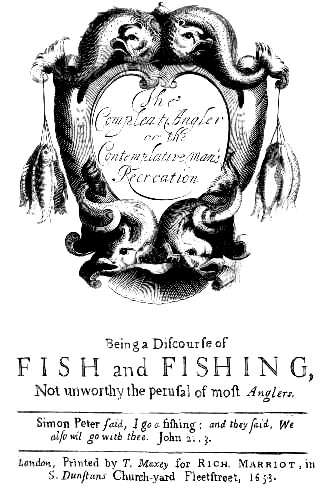
『釣魚大全』の初版の表紙

『釣魚大全』（ちょうぎょたいぜん、The Compleat Angler; or, the Contemplative Man’s Recreation）は、アイザック・ウォルトンの著作である。初版は1653年で、その後の増補とチャールズ・コットンによる第2部を加えた1676年の第5版が標準版とされる。

## 概要
これはロンドンのリチャード・マリオット（en:John and Richard Marriot）によって1653年に最初に出版され、ウォルトンは四半世紀の間それに改訂を続けた。それは散文と詩による釣りの芸術と精神の祝典である。
「the Contemplative Man」は、邦題では「瞑想的人間」、「静思する人」などと訳されている。今日では、第一部、第二部の合本になったものが、「完本 釣魚大全」として流布しているが、オリジナルは第一部のみである。釣りの方法、釣り場のよしあし、魚の生態、餌について、調理法など、魚釣りの実際が事細かく語られている。この本の最も重要なところは、釣りの一切合切を越えて、「人はなぜ魚を釣るのか」という人の営みについて考えをめぐらしたという点にある。釣り師の気分、努力と忍耐の挙げ句に見事魚を釣り上げる、その高揚感こそ釣りの楽しみだという。第一部はこうした釣りの哲学が語られ、第二部は釣りの実用的なノウハウが紹介されている。

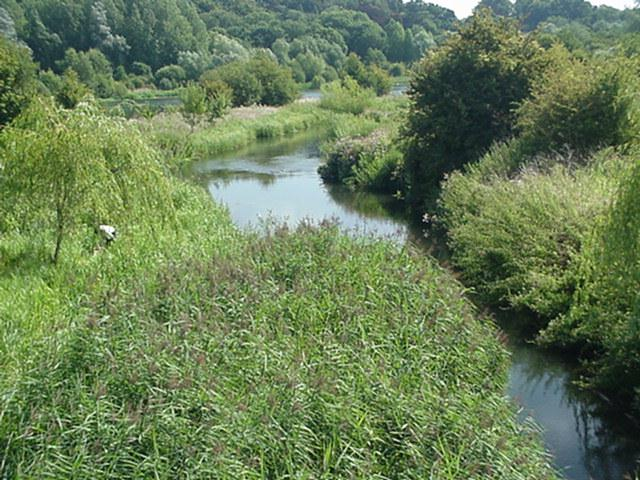
アイザック・ウォルトンが釣りをしたハートフォードシャーのグレート・アムウェルのリー川

1931年にアーサー・ラッカムのイラストがつけられた版が出ている。

## 背景
ウォルトンはスタッフォードで生まれ、10代のときに商売を学ぶためにロンドンに出た。『釣魚大全』は、これら2つの場所との著者とのつながり、特にイングランドの高地、ピーク・ディストリクトのスタッフォードシャーとダービーシャーの間の境をなしているイングランド中央部のダブ川（en:River Dove, Central England）とのつながりを色濃く反映している。 この本はスタッフォードシャー、マデリーのジョン・オフリーに捧げられており、イギリスのミッドランズでの釣りについての言及がある。しかしながら、この本の冒頭は、ロンドンの住民が、ロンドン北部のトッテナムから、ハートフォードシャーのリーバレー（en:Lea Valley）に釣り旅行に出かけるところから始まる。ウォルトンは1650年代のピューリタン政権に同情的ではなく、この作品はイングランド内戦の混乱とその余波への反応と見なされてきた。「現在の混乱は、作品の調和の場面で控えめなコメントを受けている」は、オックスフォード英国人名事典の見解である。
彼は第一次イングランド内戦中の1644年に王党派がマーストン・ムーアの戦いで破れて、イングランド北部を失い、大陸への通商の手段を失った時、ロンドンでの商売をたたんで、田舎に引きこもった。シャローフォードのコテージと農場を購入し、ささやかな農業と釣りの成果が、1653年の『釣魚大全』になった。

### 情報源
ウォルトンの情報源には、Book of Saint Albansの中に収録されている、修道女ジュリアナ・バーナーズの作とされている Treatyse of Fysshynge with an Angleのようなものも含まれている。ジョン・デニースの1613年のThe Secrets of Anglingの6節も引用されている。

## 版の異同
ウォルトンが店を構えていたフリート・ストリートを拠点とする本屋のリチャード・マリオットによって出版された。ウォルトンは、事業を始めたマリオットの父ジョン・マリオットの友人だったが、本が登場するまでに引退していた。初版の内容は、ベテランの釣り人（ピスカトール）と道づれ（ウィアトール）との対話を特徴としていたが、後の版は道づれを猟師（ヴェナトール）に変更し、鷹匠（アウケプス）を追加した。これらの対話を通じて、魚の生態や料理法、また釣りのテクニックなどを語り合う。
この本は、著者の存命中の1653年に初版、1655年に第2版、1661年および1664年に第3版、1668年に第4版、1676年に第5版が出ている。この最後の版では、初版では13章だったものが21章に膨れ、 ウォルトンの友人の息子で釣り仲間の詩人チャールズ・コットンによって第2部「澄んだ流れで鱒またはグレイリング(かわひめます)を釣る方法」と題する12章が追加された。チャールズ・コットンは、ウォルトンの釣りの弟子で、許可を得て「贋作・釣魚大全」というものを私家本で出し、これが好評であったので、1676年の版で1冊にして合本しにしたというわけである。全体の著者は、ウォルトンのままになっている。ウォルトンが筆を置いたところから後、猟師を捕まえて、フライフィッシングとフライの製作の手ほどきを最後まで完成させている。

## イラスト
初版は匿名のイラストであり、1931年にはアーサー・ラッカムによる挿絵のものが出版された。

## 日本語訳
- 『釣魚大全』 平田禿木訳、國民文庫刊行会、1936年、全国書誌番号:47034656
- 『釣魚大全 : 静思する人の行楽』 谷島彦三郎訳、春秋社、1939年、全国書誌番号:47035582
- 『釣魚大全 : 静思を愛する人のリクリェーション』 下島連訳、元々社〈民族教養新書〉、1954年、全国書誌番号:54012047
- 『釣魚大全』 森秀人訳・解説、虎見書房、1970年、全国書誌番号:75047534
- 『釣魚大全　完訳』 森秀人訳・解説、角川書店〈角川選書〉、1974年、全国書誌番号:75044465
- 『初版本 釣魚大全』 杉瀬祐訳、関西のつり社〈関つり文庫〉、1977年
- 『釣魚大全』 立松和平訳・解説、小学館〈地球人ライブラリー〉、1996年、ISBN 4-09-251025-X
- 『完訳 釣魚大全 1・2』 飯田操訳、平凡社〈平凡社ライブラリー〉、1997年、ISBN 4-582-76180-1、ISBN 4-582-76225-5
- 『釣魚大全 第2部 : 澄んだ流れで鱒またはグレーリングを釣る方法』 霜田俊憲訳、フライの雑誌社、1998年、ISBN 4-939003-03-5
- 『釣魚大全：思索する人のレクリエーション』 霜田俊憲訳、未知谷、2024年、ISBN 4-896427378

## 関連書籍
- 開高健『私の釣魚大全』 文藝春秋、1969年（文春文庫、1976年） - オマージュ作品
- 長辻象平『江戸釣魚大全』 平凡社、1996年 - オマージュ作品